# Tour de France 1971
| 58. Tour de France 1971 – Endstand |                       |                          |
| Streckenlänge                      | 20 Etappen, 3584,2 km | 20 Etappen, 3584,2 km    |
| Toursieger                         | Eddy Merckx           | 96:45:14 h (37,045 km/h) |
| Zweiter                            | Joop Zoetemelk        | + 9:51 min               |
| Dritter                            | Lucien Van Impe       | + 11:06 min              |
| Vierter                            | Bernard Thévenet      | + 14:50 min              |
| Fünfter                            | Joaquim Agostinho     | + 21:00 min              |
| Sechster                           | Leif Mortensen        | + 21:38 min              |
| Siebenter                          | Cyrille Guimard       | + 22:58 min              |
| Achter                             | Bernard Labourdette   | + 30:07 min              |
| Neunter                            | Lucien Aimar          | + 32:45 min              |
| Zehnter                            | Vicente López Carril  | + 36:00 min              |
| Grünes Trikot                      | Eddy Merckx           | 202 P.                   |
| Zweiter                            | Cyrille Guimard       | 186 P.                   |
| Dritter                            | Gerben Karstens       | 107 P.                   |
| Bergwertung                        | Lucien Van Impe       | 228 P.                   |
| Zweiter                            | Joop Zoetemelk        | 179 P.                   |
| Dritter                            | Eddy Merckx           | 136 P.                   |
| Teamwertung                        | Bic                   | Bic                      |

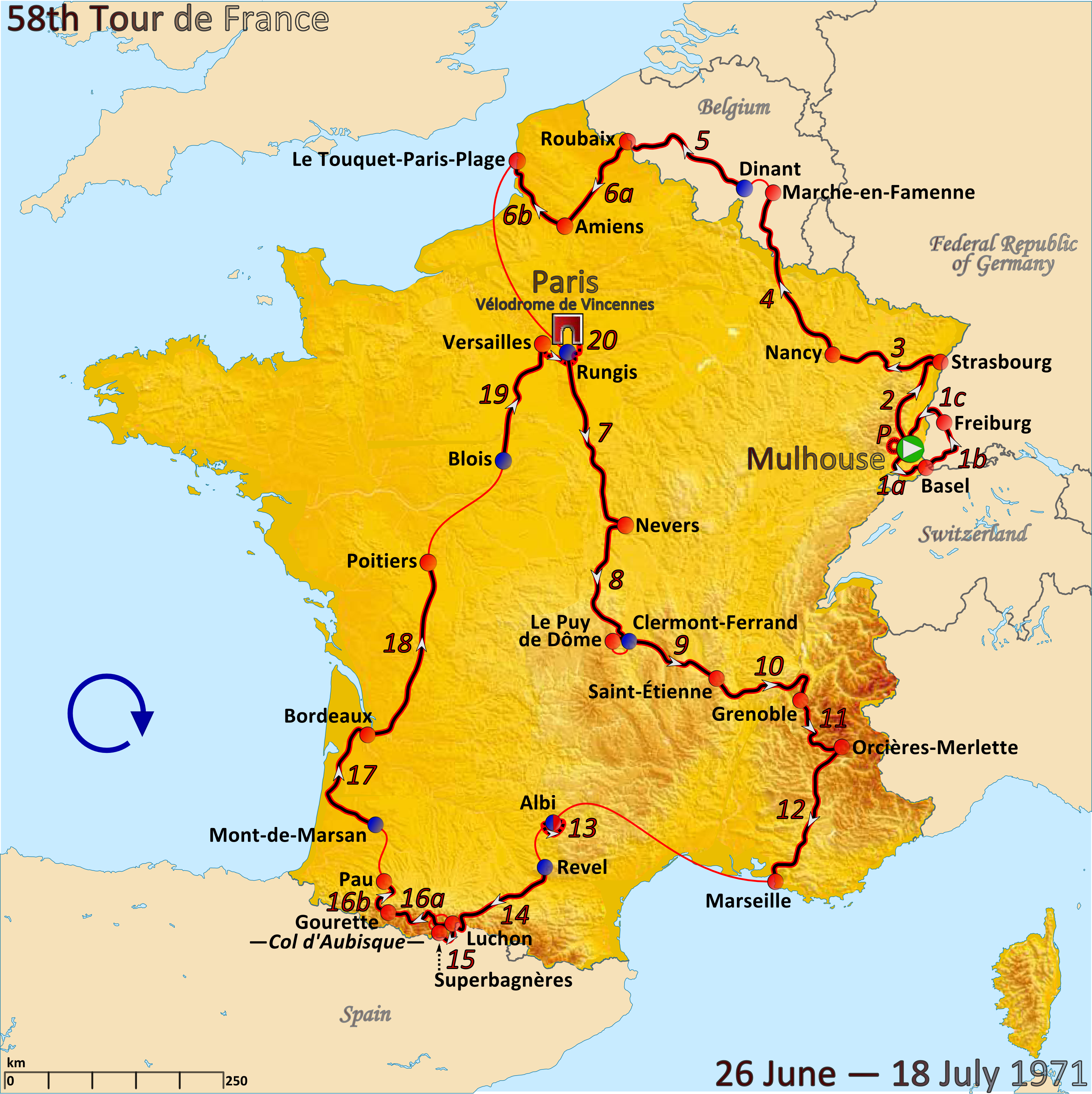
Karte der 58. Tour de France 1971

Die 58. Tour de France fand vom 26. Juni bis zum 18. Juli 1971 statt und führte auf 20 Etappen über 3.584,2 km. Zum ersten Mal seit 1905 war die Strecke damit wieder kürzer als 4.000 Kilometer. Der Belgier Eddy Merckx gewann seine dritte Tour in Folge, wenngleich seine Dominanz nicht so groß war wie bei seinen ersten beiden Siegen. Es nahmen 130 Radrennfahrer an der Rundfahrt teil, von denen 94 klassifiziert wurden.

## Rennverlauf
Bereits am zweiten Tag konnte Merckx das Gelbe Trikot für sich beanspruchen, mit seinem Etappensieg in Straßburg konnte er sich 21 Sekunden Vorsprung in der Gesamtwertung erarbeiten, so dass er zunächst wenig Mühe hatte, sein Trikot zu verteidigen. Auf der Etappe nach Straßburg hatte sich eine 15-köpfige Spitzengruppe, in der alle Favoriten vertreten waren, gebildet, die rund neun Minuten auf das Peloton herausfuhr.
Die 8. Etappe mit Ziel auf dem Puy de Dôme gewann der Spanier Luis Ocaña Pernía vor dem Niederländer Joop Zoetemelk. Die beiden Fahrer verringerten damit den Rückstand auf Merckx, zwei Tage später kamen sie zeitgleich mit dem Etappensieger Bernard Thévenet ins Ziel, während Merckx einen Rückstand von 1:36 Minuten hinnehmen musste und damit das Gelbe Trikot an Zoetemelk verlor. Ocaña lag nun nur eine Sekunde hinter Zoetemelk, doch auf der nächsten Etappe von Grenoble nach Orcières-Merlette attackierte der Spanier und gewann die Etappe mit einem Vorsprung von sechs Minuten vor dem Zweiten, Lucien Van Impe. Merckx als Tagesdritter hatte einen Rückstand von 8:42 Minuten, ebenso Zoetemelk. Auf dieser Etappe hätten wegen des deutlichen Vorsprunges des Spaniers eigentlich 67 der 106 noch im Rennen verbliebenen Fahrer disqualifiziert werden müssen, weil sie nach der Karenzzeit ins Ziel gekommen waren, die Jury erhöhte jedoch den Zeitkoeffizienten, so dass die Fahrer auch am nächsten Tag starten durften.
Ocaña hatte danach einen Vorsprung von fast neun Minuten im Gesamtklassement auf die hinter ihm liegenden Zoetemelk (8:43 zurück), Van Impe und Merckx (9:46 zurück), ein Toursieg war in greifbare Nähe gerückt. Selbst in Merckx’ Spezialdisziplin, dem Zeitfahren, büßte Ocaña auf der 13. Etappe nur 11 Sekunden auf den Belgier ein.
Auf der 14. Etappe von Revel nach Luchon stürzten Ocaña und Merckx bei der Abfahrt vom Col de Menté bei schlechtem Wetter. Während Merckx weiterfahren konnte, stieß Zoetemelk, der nicht mehr rechtzeitig bremsen konnte auf Oçana, der daraufhin das Rennen aufgeben musste. Merckx, der in den Tagen zuvor schon die vor ihm liegenden Fahrer bis auf den Spanier überholt hatte, war nach dieser Etappe wieder Führender in der Gesamtwertung. Trotzdem weigerte er sich zunächst, das gelbe Trikot zu tragen.
Mit seinen Etappensiegen in Bordeaux und im abschließenden Zeitfahren nach Paris baute Merckx seine Führung aus und konnte den dritten Sieg in Serie feiern. Merckx errang zudem noch das Grüne Trikot. Zweiter wurde der Niederländer Joop Zoetemelk, den dritten Platz belegte der Belgier Lucien Van Impe, der auch die Bergwertung gewann.

## Die Etappen
| Etappen        | Tag      | Start – Ziel                           | km         | Etappensieger            | Gelbes Trikot     |
| -------------- | -------- | -------------------------------------- | ---------- | ------------------------ | ----------------- |
| Prolog         | 26. Juni | Mülhausen                              | 11 (MZF)   | Molteni                  | – - -             |
| 1. Etappe (a)  | 27. Juni | Mülhausen – Basel (CH)                 | 59,5       | Eric Leman               | Wout Wagtmans     |
| 1. Etappe (b)  | 27. Juni | Basel (CH) – Freiburg im Breisgau (DE) | 90         | Gerben Karstens          | Eddy Merckx       |
| 1. Etappe (c)  | 27. Juni | Freiburg im Breisgau (DE) – Mülhausen  | 74         | Albert Van Vlierberghe   | Eddy Merckx       |
| 2. Etappe      | 28. Juni | Mülhausen – Straßburg                  | 144        | Eddy Merckx              | Eddy Merckx       |
| 3. Etappe      | 29. Juni | Straßburg – Nancy                      | 165,5      | Marinus Wagtmans         | Eddy Merckx       |
| 4. Etappe      | 30. Juni | Nancy – Marche-en-Famenne (BEL)        | 242        | Jean-Pierre Genet        | Eddy Merckx       |
| 5. Etappe      | 1. Juli  | Dinant (BEL) – Roubaix                 | 208,5      | Pietro Guerra            | Eddy Merckx       |
| 6. Etappe (a)  | 2. Juli  | Roubaix – Amiens                       | 127,5      | Eric Leman               | Eddy Merckx       |
| 6. Etappe (b)  | 2. Juli  | Amiens – Le Touquet-Paris-Plage        | 133,5      | Mauro Simonetti          | Eddy Merckx       |
| Ruhetag        |          |                                        |            |                          |                   |
| 7. Etappe      | 4. Juli  | Rungis – Nevers                        | 257,5      | Eric Leman               | Eddy Merckx       |
| 8. Etappe      | 5. Juli  | Nevers – Puy de Dôme                   | 221        | Luis Ocaña Pernía        | Eddy Merckx       |
| 9. Etappe      | 6. Juli  | Clermont-Ferrand – Saint-Étienne       | 153        | Walter Godefroot         | Eddy Merckx       |
| 10. Etappe     | 7. Juli  | Saint-Étienne – Grenoble               | 188,5      | Bernard Thévenet         | Joop Zoetemelk    |
| 11. Etappe     | 8. Juli  | Grenoble – Orcières-Merlette           | 134        | Luis Ocaña Pernía        | Luis Ocaña Pernía |
| Ruhetag        |          |                                        |            |                          |                   |
| 12. Etappe     | 10. Juli | Orcières-Merlette – Marseille          | 251        | Luciano Armani           | Luis Ocaña Pernía |
| 13. Etappe     | 11. Juli | Albi – Albi (EZF)                      | 16,3       | Eddy Merckx              | Luis Ocaña Pernía |
| 14. Etappe     | 12. Juli | Revel – Luchon                         | 214,5      | José Manuel Fuente       | Eddy Merckx       |
| 15. Etappe     | 13. Juli | Luchon – Superbagnères                 | 19,6       | José Manuel Fuente       | Eddy Merckx       |
| 16. Etappe (a) | 14. Juli | Luchon – Gourette/ Les Eaux Bonnes     | 145        | Bernard Labourdette      | Eddy Merckx       |
| 16. Etappe (b) | 14. Juli | Gourette/ Les Eaux Bonnes – Pau        | 57,5       | Herman Van Springel      | Eddy Merckx       |
| 17. Etappe     | 15. Juli | Mont-de-Marsan – Bordeaux              | 188        | Eddy Merckx              | Eddy Merckx       |
| 18. Etappe     | 16. Juli | Bordeaux – Poitiers                    | 244        | Jean-Pierre Danguillaume | Eddy Merckx       |
| 19. Etappe     | 17. Juli | Blois – Versailles                     | 185        | Jan Krekels              | Eddy Merckx       |
| 20. Etappe     | 18. Juli | Versailles – Paris                     | 53,8 (EZF) | Eddy Merckx              | Eddy Merckx       |